# Sophronica egenus
Sophronica egenus là một loài bọ cánh cứng trong họ Cerambycidae.